# 愛德華·紐曼 (昆蟲學家)
愛德華·紐曼（Edward Newman，1801年5月13日—1876年6月12日）是一位英格蘭昆蟲學家、植物學家和作家。

## 生平
出生於漢普斯特德的一個貴格會家庭。父母都是自然學家，在佩恩斯維克的一家寄宿學校學習時開始對自然世界產生興趣，16歲是離開學校到吉爾福德為父親工作，1826年搬遷至德特福德經營製繩業。在此他遇到了昆蟲學家愛德華·道布爾迪等人，也成爲了昆蟲學俱樂部的創始人之一。1832年被選為俱樂部雜誌《昆蟲學雜誌》（The Entomological Magazine）的編輯，次年成為林奈學會成員及倫敦昆蟲學會創始人。
1840年結婚，出版《英國蕨類和同類植物史》（A History of British Ferns and Allied Plants）。同時也成爲了倫敦一家印刷公司Luxford & Co.的合夥人，出版了許多自然歷史和科學類的書籍。之後又成為《The Field》、《The Zoologist》和《The Entomologist》的編輯。他的作品包括《Birds-nesting》（1861）、《New Edition of Montagu's Ornithological Dictionary》（1866）、《Illustrated Natural History of British Moths》（1869）和《Illustrated Natural History of British Butterflies》（1871）。此外也創作了《The letters of Rusticus on the natural history of Godalming》，主題是經濟昆蟲學。
其1834年發表的《Attempted division of British Insects into natural orders》（The Entomological Magazine 2: 379-431）確立了許多科，對科學分類的重要著作之一。
愛德華·紐曼認為翼龍其實不是爬行動物而更像是有袋動物，他在1843年的《The Zoologist》發表了他重構的帶有毛髮的翼龍化石，雖然並不完全正確，但這依然是人類首次將翼龍描述為溫血動物。